# Солончанка
Солонча́нка (рос. Солончанка) — селище у складі Кваркенського району Оренбурзької області, Росія.

## Населення
Населення — 55 осіб (2010; 87 у 2002).
Національний склад (станом на 2002 рік):
- росіяни — 52 %